# Otto Steiner (Produzent)
Otto Thomas Steiner (* 7. April 1963 in München) ist ein deutscher Fernsehproduzent und Sportfunktionär. 2011 wurde er für die Produktion der Reihe Stellungswechsel: Job bekannt, fremdes Land mit dem Deutschen Fernsehpreis ausgezeichnet.

## Leben
Er ist das jüngste von acht Kindern des evangelisch-lutherischen Pfarrers Otto Steiner und seiner Frau Elisabeth (Lisbeth). Aufgewachsen ist er im Hasenbergl. Otto Steiner studierte zwischen 1985 und 1989 Dokumentarfilm und Fernsehpublizistik an der Hochschule für Fernsehen und Film München. Er begann seine berufliche Karriere 1990 als Executive Producer bei Action Games, Tochterunternehmen von ActionTimes und der Bavaria Film GmbH. Von 1994 wechselte er als Head of Entertainment/Executive Producer zu Tresor TV in München und verantwortete dort bis 2000 Popstars (RTL II), Fort Boyard (ProSieben), Ihr seid wohl wahnsinnig (RTL), Darüber lacht die Welt (Sat.1) und Vorsicht Kamera – Das Original (Sat.1).
Zusammen mit Ulrich Brock gründete er 2001 Constantin Entertainment (damals noch „KirchMedia Entertainment“) und übernahm die Zuständigkeit für Primetime-Formate und Video-on-Demand-Formate wie Shows, Events und Dokusoaps, z. B. Der König der Kindsköpfe (RTL), MOM (Joyn), LOL: Last One Laughing (Amazon Prime Video), Darf er das? (RTL), Shopping Queen (VOX), Genial daneben (Sat.1), Die Versteckte Kamera (ZDF), Schicksale (Sat.1), Richtig Witzig (Sat.1), Extreme Activity (ProSieben), Willkommen bei Mario Barth (RTL), Typisch Deutsch?! Die Kaya Show (RTL), Frauentausch (RTL II), Stellungswechsel (kabeleins), Back to School – Gottschalks großes Klassentreffen (RTL), Mario Barth deckt auf! (RTL), Mario Barth räumt auf (RTL), Der große RTL Comedy Grand Prix (RTL) und Die Hit-Giganten (Sat.1). Er fungiert außerdem als Mitglied der Jury der International Emmy Awards.
Otto Steiner lebt in München und ist Vater von vier Kindern. Seit Oktober 2017 war er mit der Schauspielerin Mimi Fiedler liiert, die er am 9. Januar 2019 heiratete – im November 2023 gaben sie ihre Trennung bekannt.

## Ehrungen und Auszeichnungen
Otto Steiner wurde für seine Formate dreimal mit dem Deutschen Fernsehpreis, zweimal mit dem Deutschen Comedypreis sowie jeweils einmal mit dem Grimme-Preis und der Romy ausgezeichnet. Otto Steiner war bisher 25-mal für den Deutschen Comedy Preis nominiert.

## Filmografie
- 1998: Darüber lacht die Welt (Sat.1)
- 2002: Richter Alexander Hold (Sat.1)
- 2002: Die dreisten Drei (Sat.1)
- 2003: Die Hit-Giganten (Sat.1)
- 2006–2007: Extreme Activity (ProSieben)
- 2008–2010: WunderBar (RTL)
- 2009: Clever! – Die Show, die Wissen schafft (Sat.1)
- 2010: Ich bin Boes (RTL)
- 2010: Die Hit-Giganten (Sat.1)
- 2012–2021: Shopping Queen (VOX)
- 2013: Mario Barth deckt auf! (RTL)
- 2013: Typisch Deutsch?! Die Kaya Show
- 2017–2019: Schicksale – und plötzlich ist alles anders (Sat.1)
- 2018: Die Versteckte Kamera – Prominent reingelegt! (ZDF)
- 2018–2020: Genial daneben – Das Quiz (Sat.1)
- 2018–2021: Darf er das?! Die Chis Tall Show (RTL)
- 2020: MOM (Joyn)
- 2020: Der König der Kindsköpfe (RTL)
- seit 2021: LOL: Last One Laughing (Amazon Prime)

## Ehrenamt
Steiner ist seit 1. November 1993 Mitglied auf Lebenszeit beim TSV 1860 München. Von 2006 bis 2011 war er mit Unterbrechungen im Aufsichtsrat der 1860 München KGaA. Am 28. März 2007 wurde er zum Vizepräsidenten des Vereins bestellt. Von diesem Posten trat er allerdings nach wenigen Monaten am 11. Juni wieder zurück. Danach gehörte er dem Aufsichtsrat des Vereins an. Vom 1. August 2011, bis zu seinem Rücktritt am 28. Juli 2013, war er dessen Vorsitzender.
Er unterstützt den Lichtblick Hasenbergl.

## Quelle
- Otto Steiner jun.: Hasenbergl – Leidenschaft für (m)einen Stadtteil. In: Nordlicht. Nachrichten der Evangeliumskirche. März 2012 – Juni 2012, Nr. 216, S. 8–11 (evangeliumskirche.de [PDF]).